# Античен роман
Античният роман е конструктивна парадигма от 19 век в литературоведението за означение на голяма част от литературата от епохата на елинизма (IV век пр.н.е. - I век), включително и част от тази на имперския Рим до християнизацията.
Отразява атмосферата, идеалите и въжделенията на класическата античност, утвърждавайки добродетелите в гръко-римския свят и предавайки духа на епохата.